# Lipové stromořadí v Tišnově
Lipové stromořadí v Tišnově je chráněné stromořadí v Tišnově. Alej je vysázená v ulici Brněnská směrem na Drásov.
Stromořadí, chráněné od roku 1978, tvořilo původně 31 stromů, z čehož bylo 25 lip (velkolistých i malolistých) a šest jírovců maďalů. Nebezpečné stromy byly postupně pokáceny, takže v roce 2013 zde bylo pouze 14 lip a dva jírovce.